# Movimiento Islámico Nacional de Afganistán
El Movimiento Islámico Nacional de Afganistán (en persa: جنبش ملی اسلامی افغانستان‎, en pastún: د افغانستان ملي اسلامي تحريک‎, Junbish-i-Milli Islami Afghanistan) a veces llamado simplemente Junbish, es un partido político uzbeko en Afganistán. Su fundador y líder es el general Abdul Rashid Dostum.
Ha sido descrita como "una organización fuertemente poblada por ex comunistas e islamistas", y es considerada algo secular y de tendencia izquierdista. Su base de votantes es en su mayoría uzbekos, y es más fuerte en las provincias de Jawzjān, Balj, Fāryāb, Sar-e Pul y Samangān. La organización ha sido acusada en múltiples ocasiones de abusos contra los derechos humanos.

## Historia

### Formación
Junbish y su ala militar, la "División 53", comenzó como una "unidad de autodefensa" para los campos petrolíferos de Šibarġan en el norte de Afganistán, y luego se convirtió en un pelotón y luego en una compañía hasta convertirse en una división de unos 40.000 hombres en 1989. Esta división se unió el gobierno afgano y se denominó División 53. En 1988, las fuerzas de Junbish reemplazaron a las fuerzas de la Unión Soviética que salían y tomaron el control de Kandahar, además de desplegarse en Jost, Logar, Ġaznī, Gardez en Paktiyā y alrededor de Kabul.: 100 
Muchos comandantes muyahidín desertores se unieron a estas unidades, como Rasul Pahlawan, Ghaffar Pahlawan, ambos uzbekos de Sar-e Pul. También se unieron el general Majid Rozi, un uzbeko árabe afgano de Balj y el general Jura Beg y un oficial de Jawzjān. La mayoría de los miembros que se unieron eran desertores o del ala Parcham del Partido Democrático Popular de Afganistán.

### Massoud y captura de Mazar-e Sharif (1992)
En 1992, cuando la Unión Soviética retiró la ayuda del gobierno del Dr. Mohammad Najibullah, Dostum inició negociaciones con Ahmad Shah Masud. Cuando, el 19 de marzo, Najibullah intentó reemplazar al general Mumin, un Khalqi pastun que comandaba la guarnición de Hairatan, Mumin giró con el apoyo de Dostum. Dostum, a través de esto, tomó el control de Mazar-e Sharif.: 101  Esto resultó en saqueos generalizados. En este punto, Junbish era el partido dominante en Baglán, Samangan, Balj, Jawzjān, Sar-I Pul y Fāryāb.: 101 

### Batalla de Kabul (1992-1994)
Cuando el gobierno de Najibullah colapsó en abril de 1992, las fuerzas de Junbish entraron en la ciudad por la carretera cercana al aeropuerto y en un mes tomaron Tapa Maranjan, Bala Hisar, Aeropuerto de Kabul, Old Microroian y Chaman Hozori, poniendo artillería en las dos primeras de esas posiciones. Además, al controlar el aeropuerto, impidieron la fuga de Najibullah y lo obligaron a refugiarse en los recintos de las Naciones Unidas. Además, a través de desertores del gobierno anterior y su control del aeropuerto, Dostum pudo controlar los aviones de combate durante una parte significativa de la Batalla de Kabul.
En mayo de 1992, la estructura de mando tenía al general Majid Rozi como comandante militar general, al general Hamayoon Fauzi a cargo de los asuntos políticos, al general Jura Beg a cargo de los despliegues y rotaciones de tropas y al general Aminullah Karim a cargo de la logística. Rozi fue llamado a Mazar-e Sharif a finales de 1992, dejando a Fauzi a cargo. Otros líderes importantes incluyeron a Abdul Chiri que controlaba un regimiento de milicias, el División 54.: 102  El control se mantuvo principalmente desde la base de Naqlia, que estaba en la carretera de Kart-I Nau y Shah Shahid.
En julio de 1992, Dostum envió una petición a Ahmad Shah Masud con el fin de establecer un cuartel general para administrar y controlar las fuerzas en la zona. A pesar de que Massoud rechazó esto,  Dostum lo creó, creando tensiones como resultado.

### Alianza con Hezb-e Islami Gulbuddin y derrota en Kabul (1994)
Tras el aumento de las tensiones con Jamiati Islami, Junbish intentó aliarse con Hezb-e Islami Gulbuddin (partido político liderado por Gulbudin Hekmatiar) en enero de 1994. Sin embargo, esta traición provocó que Junbish fuera obligado a abandonar la mayoría de sus bastiones en Kabul. Entre enero y junio de 1994 tuvieron lugar algunos de los combates más feroces de la guerra, con más de 25.000 muertos.

### Captura de Mazar-e Sharif y expansión en el Norte
La pérdida en Kabul fue contrarrestada por la eliminación de las fuerzas de Jamiat en el norte de Afganistán. Después de intensos combates en Mazar-e Sharif, Jamiat fue expulsado, aunque existen grandes cantidades de informes sobre violación y ejecución extrajudicial en relación con esta batalla.: 106  Después de la captura de Mazar-e Sharif, Dostum concentró sus esfuerzos en fortalecer su posición en el norte.

### Defección del general Abdul Malik Pahlawan (1997)
En 1996, Rasul Pahlawan fue asesinado en junio por su guardaespaldas, supuestamente por orden de Dostum.: 107  En 1997, un grupo de Junbish-i-Milli asociado con el hermano de Rasul desertó bajo el liderazgo del general Abdul Malik Pahlawan. Malik se unió a los talibanes y obligó a Dostum a salir del país durante cuatro meses, donde huyó a Turquía. Sin embargo, Malik traicionó rápidamente a los talibanes, masacrando a miles de prisioneros talibanes antes de ser derrocado en el bombardeo de los talibanes en septiembre de 1997. Durante este tiempo, se informó de grandes cantidades de violaciones y saqueos, aunque no está claro en qué medida lo hizo Junbish.
Después de esto, Dostum regresó a Afganistán y expulsó a Malik durante un conflicto en Faryab. La mayoría de las fuerzas de Malik desertaron y se reunieron con Junbish bajo el mando de Dostum. Se dijo que las fuerzas de Dostum habían saqueado muchos pastunes en la provincia de Faryab después de esto. Sin embargo, Dostum se debilitó aún más cuando los talibanes tomaron la carretera de Herat a Maimana en julio de 1998, y luego Mazar-e Sharif en agosto.[cita requerida]

### La caída de los talibanes (2001)
Dostum y Junbish fueron particularmente decisivos en la caída de los talibanes en 2001 bajo la Alianza del Norte.

## Abusos de los derechos humanos
Junbish estuvo particularmente involucrado en abusos contra los derechos humanos, particularmente en el norte de Afganistán de 1992 a 2001 y en áreas alrededor de Kabul durante la Batalla de Kabul. Su predisposición a saquear áreas bajo su control, les valió el sobrenombre de Gilam Jam, que significa "la alfombra está recogida".": 100  Las zonas bajo el control de Junbish, como la base de Naqlia, se mencionaron con frecuencia por sufrir graves abusos contra los derechos humanos, como violaciones, asesinatos y saqueos.: 103  Áreas como Shah Shahid y Kārte Naw enfrentaron problemas similares.: 104  En julio de 2016, Human Rights Watch acusó a la milicia de matar, abusar y saquear a civiles en la provincia de Faryab durante junio, acusándolos de apoyar a los talibanes.